# Oakfield (Maine)
Oakfield è un comune degli Stati Uniti d'America, situato nello Stato del Maine, nella Contea di Aroostook.